# Цанка Цанкова
Цанка Тодорова Петрова (по баща Цанкова), известна като Цанка Цанкова, е български юрист, ръководител на направление „Гражданскоправни отрасли“ на Консултативния съвет по законодателството към XXXIX и XL народно събрание и съдия в Конституционния съд на Република България (мандат 2009 — 2018 година). Член-кореспондент на БАН.

## Биография
Цанка Цанкова е родена на 18 ноември 1940 г. в София. Завършва Юридическия факултет на Софийския университет „Св. Кл. Охридски“, специалност „Държавни и правни науки“ (1963). Тя е практикуващ юрист – съдия и юрисконсулт до 1975 г. Редовен асистент е по гражданскоправни науки в Юридическия факултет на СУ (1975); главен асистент (1978); доцент по гражданско и семейно право (1987); професор (1995); доктор по право (1975); доктор на юридическите науки (2001). Професор в Софийския университет, в Пловдивския университет „Паисий Хилендарски“ и в Нов български университет.
Цанкова е ръководител на международната програма „Студенти на стаж в парламента“ през мандата на XXXVIII и XXXIX Народното събрание (2000 – 2004). Член е на Общото събрание (1985 – 2007) и на Контролния съвет на Софийския университет (1999 – 2005). Член е на Факултетния съвет на Юридическия факултет (1987 – 2007). Тя е заместник-декан на Юридическия факултет на Софийския университет два мандата (1987 – 1992). Цанкова е ръководител на катедрата по гражданскоправни науки в ЮФ на Пловдивския университет (1991 – 1995). Член на Управителния съвет и заместник-председател на Националния фонд /Съвет/ за научни изследвания (1992 – 2004). Член на специализирания съвет по правни науки при ВАК (от 1991), негов председател (1998 – 2003). Два мандата научен секретар на Висшата атестационна комисия при Министерския съвет (2003 – 2009). Арбитър в Арбитражния съд при Българската търговско-промишлена палата. Ръководител на направление „Гражданскоправни отрасли“ на Консултативния съвет по законодателството към XXXIX и XL Народно събрание. Член-кореспондент на Българската академия на науките (2008). Избрана за съдия в Конституционния съд с мандат 2009 – 2018 г. от XLI народно събрание (2009). Между 16 ноември 2012 и 3 март 2013 е временен председател на съда, с което става първата жена на този пост. Първата избрана жена председател на съда е Павлина Панова (съдия с мандат 2018 — 2027 година), която на 16 ноември 2021 г. е избрана на поста (мандат 2021 — 2024 година).